# Čermná ve Slezsku
Čermná ve Slezsku (in tedesco Tschirm) è un comune della Repubblica Ceca facente parte del distretto di Opava, nella regione della Moravia-Slesia.